# Campionatul European de Scrimă pentru cadeți din 2015
Campionatul European de Scrimă pentru cadeți (U17) din 2015 s-a desfășurat în perioada 24-28 februarie la Maribor, Slovenia. A fost urmat de Campionatul European de Scrimă pentru juniori din 2015.

## Rezultate

### Masculin
| Probă             | Aur                                                                              | Argint                                                                     | Bronz                                                                          |
| Spadă             | Linus Islas Flygare (SWE)                                                        | Andric Pianfetti (FRA)                                                     | Elia Dagani (SUI) · Ruslan Eskov (EST)                                         |
| Spadă pe echipe   | Italia Alessio Preziosi Davide Canzoneri Valerio Cuomo Federico Marenco          | Rusia Pavel Andriiașkin Serghei Grebennikov Daniil Beleaninov Ivan Limarev | Ungaria Dávid Nagy Bence Bende Máté Mestyanek Tibor Andrásfi                   |
| Floretă           | Alvise Dal Santo (ITA)                                                           | Nikita Vetrov (RUS)                                                        | Job de Ruiter (NED) · Benoît Hecher (FRA)                                      |
| Floretă pe echipe | Italia Andrea Funaro Filippo Gasperini Sebastiano Bicego Alvise Dal Santo        | Rusia Kirill Borodacev Bogdan Barmakov Grigori Semeniuk Nikita Vetrov      | Polonia Jakob Miller Mikołaj Rudnicki Adrian Wojtkowiak Szymon Czartoryjski    |
| Sabie             | Konstantin Lohanov (RUS)                                                         | Vladislav Pozdniakov (RUS)                                                 | Iñaki Bravo (ESP) · Hugo Soler (FRA)                                           |
| Sabie pe echipe   | Rusia Anatolii Kostenko Konstantin Lohanov Arseni Panteleev Vladislav Pozdniakov | Franța Hugo Soler Quentin Vervoitte Eliott Bibi Alexandre Hervy            | Italia Alberto Arpino Matteo Neri Flavio Maria Tricarico Raffaelle Minischetti |

### Feminin
| Probă             | Aur                                                                        | Argint                                                                     | Bronz                                                                               |
| Spadă             | Federica Isola (ITA)                                                       | Eleonora De Marchi (ITA)                                                   | Lea Mayer (GER) · Bianca Benea (ROU)                                                |
| Spadă pe echipe   | Italia Beatrice Cagnin Eleonora De Marchi Federica Isola Alessandra Bozza  | Ungaria Nelli Ladányi Kinga Nagy Sára Szőke Laura Fekete                   | Rusia Kristina Iasinkaia Elizaveta Konopleva Ekaterina Tarasova Anastasia Soldatova |
| Floretă           | Leonie Ebert (GER)                                                         | Marta Marteanova (RUS)                                                     | Sophia Werner (GER) · Elena Tangherlini (ITA)                                       |
| Floretă pe echipe | Rusia Marta Marteanova Alla Golokolenko Kamilla Țsibirova Viktoriia Iusova | Germania Helena Frackenpohl Sophia Werner Anne Kirsch Leonie Ebert         | Ungaria Nóra Hajas Kata Kondricz Flóra Pásztor Janka Tóth                           |
| Sabie             | Liza Pusztai (HUN)                                                         | Dorottya Bérczy (HUN)                                                      | Sarah-Camille Noutcha (FRA) · Gréta Koós (HUN)                                      |
| Sabie pe echipe   | Rusia Evgenia Podpaskova Alina Mihailova Olga Nikitina Aleksandra Klimova  | Franța Coline Suzanne Sarah-Camille Noutcha Sarah Allouch Caroline Quéroli | Italia Aurora Paragallo Laura Fidanzi Lucia Lucarini Beatrice Dalla Vecchia         |

## Clasament pe medalii
Legendă
  *   România
| Loc   | Țară          | Aur | Argint | Bronz | Total |
| ----- | ------------- | --- | ------ | ----- | ----- |
| 1     | Italia        | 5   | 1      | 3     | 9     |
| 2     | Rusia         | 4   | 5      | 1     | 10    |
| 3     | Ungaria       | 1   | 2      | 3     | 6     |
| 4     | Germania      | 1   | 1      | 2     | 4     |
| 5     | Suedia        | 1   | 0      | 0     | 1     |
| 6     | Franța        | 0   | 3      | 3     | 6     |
| 7     | Elveția       | 0   | 0      | 1     | 1     |
| 7     | Estonia       | 0   | 0      | 1     | 1     |
| 7     | Țările de Jos | 0   | 0      | 1     | 1     |
| 7     | Polonia       | 0   | 0      | 1     | 1     |
| 7     | România       | 0   | 0      | 1     | 1     |
| 7     | Spania        | 0   | 0      | 1     | 1     |
| Total | Total         | 12  | 12     | 18    | 42    |

## Legături externe
- en  Maribor: European Cadet Championships Arhivat în 17 martie 2016, la Wayback Machine. la Confederația Europeană de Scrimă